# Episodi di Falling Skies (quarta stagione)
La quarta stagione della serie televisiva Falling Skies, composta da dodici episodi, è stata trasmessa negli Stati Uniti per la prima volta dall'emittente via cavo TNT dal 22 giugno al 31 agosto 2014.
In Italia, la stagione è andata in onda in prima visione sul canale satellitare Fox dal 28 aprile al 30 giugno 2016.
| nº | Titolo originale        | Titolo italiano                 | Prima TV USA   | Prima TV Italia |
| -- | ----------------------- | ------------------------------- | -------------- | --------------- |
| 1  | Ghost in the Machine    | Il fantasma in azione           | 22 giugno 2014 | 28 aprile 2016  |
| 2  | The Eye                 | Il nuovo ordine                 | 29 giugno 2014 | 5 maggio 2016   |
| 3  | Exodus                  | Esodo                           | 6 luglio 2014  | 12 maggio 2016  |
| 4  | Evolve or Die           | Istinto di protezione           | 13 luglio 2014 | 19 maggio 2016  |
| 5  | Mind Wars               | Guerre mentali                  | 20 luglio 2014 | 26 maggio 2016  |
| 6  | Door Number Three       | Porta numero tre                | 27 luglio 2014 | 2 giugno 2016   |
| 7  | Saturday Night Massacre | Attacco a Chinatown             | 3 agosto 2014  | 9 giugno 2016   |
| 8  | A Thing with Feathers   | La speranza è un essere piumato | 10 agosto 2014 | 16 giugno 2016  |
| 9  | Till Death Do Us Part   | Finché morte non ci separi      | 17 agosto 2014 | 23 giugno 2016  |
| 10 | Drawing Straws          | Tirare a sorte                  | 24 agosto 2014 | 23 giugno 2016  |
| 11 | Space Oddity            | Viaggio sulla Luna              | 31 agosto 2014 | 30 giugno 2016  |
| 12 | Shoot the Moon          | La lotta non è finita           | 31 agosto 2014 | 30 giugno 2016  |

## Il fantasma in azione
- Titolo originale: Ghost in the Machine
- Diretto da: Greg Beeman
- Scritto da: David Eick

### Trama
Tom, Anne, Ben e Matt camminano su una collina in una roulotte in una giornata soleggiata. Stanno marciando da ventidue giorni. Il resto del gruppo, inclusi Pope e il capitano Weaver, insieme con Tector e Anthony, raggiungono la cima della collina e il gruppo è felice di vedere Charleston in basso. La figlia di Anne e Tom, Alexis, adesso ha l'aspetto di una bambina di otto anni. Pochi secondi dopo, le navi da guerra aliene piombano dall'alto e gettano nel terreno strutture giganti simili a obelischi. Gli obelischi si aprono e si attivano, posizionando una barriera laser attorno al gruppo mentre i mech si avvicinano e attaccano. La Seconda Massachusetts viene rapidamente decimata. Tom dà l'ordine a tutti di correre, ma un'altra barriera laser imprigiona quasi tutti. Tom e Anne si separano quando un mech spara un raggio laser verso di loro. Mentre è preso di mira dai mech, Tom cerca di riunire almeno i suoi figli, ma è sbalzato via da una potente esplosione. Alza lo sguardo e vede Matt correre verso di lui con Lyle, ma un altro raggio laser colpisce Lyle che viene colpita e dissolta. Stordito a terra, Tom urla a Matt di scappare, poi sviene.
Quattro mesi dopo dentro un vecchio edificio, Tom cerca di ricordarsi le parole della dichiarazione di indipendenza. Diventa chiaro che è imprigionato. Sente una voce arrabbiata proveniente dalla stanza accanto e capisce che si tratta del capitano Weaver. Al di fuori dalla prigione in cui si trovano, la città è in rovina e la gente combatte per il cibo nelle strade. Una creatura aliena volante piomba in picchiata all'improvviso, afferra un uomo in strada e vola via. In fondo alla strada, Tector e Hal si preparano per cercare di disabilitare i raggi laser della barriera, cortocircuitandola, come dicono loro a Tom, ma i raggi assorbono il metallo che lanciano. Hanno bisogno di più elettricità, che non hanno, per abbreviare l'esecuzione del piano. 
In una foresta, Anne si allena ad assemblare armi. Anthony cerca di convincerla. I Volm sono arrivati e hanno recuperato tutti i membri della propria specie tre mesi fa: non hanno molte speranze. Anthony fa un appello ad Anne per far dormire gli uomini. Anne ha gestito le cose e ottiene la notizia che un camion con le munizioni confiscate sta arrivando in mattinata. 
Nel frattempo, Ben si risveglia in un negozio di arredamento per la casa e agganciato a una flebo. Trova Maggie che gli dice che era in coma. Quando chiede di Alexis, lei gli dice che lui non ci crederà. Maggie mostra a Ben il centro commerciale grazioso e pulito a Chinatown dove si trovano al sicuro. Le verdure crescono nelle fioriere e i bambini giocano nei campi da gioco. Lourdes si unisce a loro, completamente guarita dai suoi parassiti alieni. Spiega a Ben che gli espheni non hanno mai attaccato il loro complesso, che è dedicato alla pace. C'è un lussureggiante giardino giapponese e Lourdes presenta Ben ad Alexis, che ora è una giovane donna con capelli biondi e occhi verdi, che dimostra 21 anni. Alexis indossa una collana con cerchi che si intersecano e spiega che significa unità per "tutti e tre". Alexis spiega che lo proteggerà. Quando si allontana Ben ha le vertigini. Lui le dice che vuole andarsene, ma lei gli promette che sono al sicuro.
Per le strade, Tom conduce la sorveglianza sugli alieni, mentre una folla di persone lotta per un po' di cibo, con Pope che si intromette. Tom si copre la faccia e cavalca verso il gruppo su una moto, usando un lanciafiamme per obbligare Pope alla condivisione del cibo. Quando gli alieni piombano su Tom, lui segue i loro movimenti e prende nota da dove gli alieni provengono, quindi accelera. Tornato nella sua cella, Tom lavora su una mappa che ha nascosto, notando da dove provengono gli alieni. Sente Weaver che urla dalla sua stanza di aver perso sua figlia Jeanne. Tom cerca di parlare con lui, spiegando che gli alieni li stanno dando da mangiare e anche se lui è in isolamento da almeno due mesi, è ben curato. Mette in discussione ciò che vogliono da lui e suppone che gli alieni abbiano bisogno di loro.
Altrove, Matt fa parte di un gruppo di bambini vestiti come la gioventù hitleriana e che sono costretti a guardare la propaganda degli espheni. Sono ricompensati con del cibo per credere a frodi pro-espheni su come gli espheni sono lì per aiutarli. Stanno bene e vivono in un'ex università.
Tornati al ghetto, Tector e Hal trovano Pope circondato da un bottino in una villa abbandonata a guardare l'isola di Gilligan. Gli chiedono il suo generatore e quando lui dice di no, loro glielo prendono. Pope, allora li segue in strada e attacca Hal che riesce facilmente a sopraffare. Alla fine, Pope si ritira, ma un terzo uomo prende nota del generatore.
Tornato nei boschi, il gruppo di Anne è pronto per far esplodere un ponte appena il camion che trasporta le munizioni lo attraversa. Ma quando non riesce a esplodere, Anne afferra la camicia di un uomo e fa una sorta di cocktail molotov, corre davanti al camion e scaglia la molotov contro la motrice, che esplode. Il suo gruppo apre il retro del camion, ma scopre che non è pieno di munizioni, ma di bambini spaventati.
Al "campo di rieducazione", Matt attira una ragazza che non crede alla propaganda degli espheni e spiega che deve tenere quei pensieri per sé. Il supervisore di Matt osserva per assicurarsi che la rimetta in riga. Tornato in isolamento, Weaver prende una gamba metallica del suo letto e si prepara a sfidare la sua guardia skitter. Tom lo supplica di calmarsi, dicendo che si farà solo uccidere e Tom avrà bisogno di lui presto. Weaver si accascia sul pavimento, trattenendosi a malapena.
Fuori nel bosco, Anne progetta di seguire la strada su cui viaggiava il camion nella speranza di trovare sua figlia.
Sotto la copertura dell'oscurità, Tom incontra il Volm Cochise su lati opposti del reticolato. Cochise spiega che i Volm sono dovuti partire per difendere le proprie famiglie in un'altra galassia. Dice anche che gli espheni stanno costruendo una fonte di energia che li aiuterebbe a controllare l'umanità per sempre. Cochise spiega che non può affrontare il nemico. Tom gli chiede di cercare Matt, Ben, Anne e Alexis. Cochise gli dice che i "ghetti" sono in tutto il mondo e che la razza umana è in via di estinzione. Lo spettatore che ha guardato la sconfitta di Hal da parte di Pope si avvicina a Hal e a Tector e si presenta, spiegando che è scappato da campi come questo diverse volte. Tom ritorna nella sua cella di isolamento, attraverso un pozzo dell'ascensore e passaggi nascosti. Weaver vede il suo ritorno. Tom spiega che ha raccolto informazioni sul nemico, ma non è ancora pronto a fare una mossa.
Tornato a Chinatown, Ben chiede a Maggie dove sono le sue pistole. Non riesce a credere che Maggie creda al discorso sulla pace. Si chiede cosa succederebbe se un mech trovasse il posto. Maggie allora lo porta da un mech impotente nella piazza e spiega che Alexis ha detto a tutti di aspettare quando il robot è entrato; poi il mech è stato colpito a morte da un fulmine. Maggie pensa che Alexis potrebbe avere la risposta per porre fine alla guerra.
Nella sua stanza del dormitorio di notte, Matt si rivolge ai suoi pari, inclusa la nuova ragazza. Spiega che stanno facendo finta di andare avanti.
Tornato a Chinatown, Alexis si siede su un altare. Gioca con un raggio di luna che scorre attraverso la finestra ed è in grado di sfruttare la sua luce. Nella sua stanza, Tom dice a Weaver che ha bisogno di un diversivo per il suo piano di fuga in modo che possa liberare la Seconda Massachusetts tutta insieme. 
Fuori nelle strade, qualcuno dipinge con la vernice spray un emblema della maschera di Tom, chiamandolo "Fantasma". Su una nave degli espheni, uno di loro riceve l'ordine di trovare immediatamente il vigilante o di sterminare ogni umano del ghetto.

## Il nuovo ordine
- Titolo originale: The Eye
- Diretto da: Sergio Mimica-Gezzan
- Scritto da: Carol Barbee

### Trama
Una donna con un bambino piccolo si trova di fronte a un calabrone alieno all'interno del ghetto, ma interviene un uomo col costume di fantasma, poco prima che il vero fantasma, Tom, salvi il bambino. Tuttavia, tornando nella sua cella isolata, sia Tom sia Weaver sono sorpresi di trovare gli skitter che li liberano di nuovo tra la popolazione generale. Dalla nave madre sospesa nel cielo cade un uomo impiantato, il quale spiega che i rifornimenti di cibo cesseranno finché i residenti del ghetto non consegneranno il fantasma. Weaver chiede a Tom di non arrendersi, ma di aiutarlo a rubare la scorta di cibo di Pope, mentre Tom è sorpreso nel vedere che Hal sta conducendo un nuovo piano di fuga in sua assenza.
Sulla strada, Anne affronta uno skitter solitario nel deserto, rendendolo inoffensivo quanto basta per permettere a Denny di tradurre. Nel frattempo a Chinatown, il dottor Kadar esprime le sue preoccupazioni a Ben sul fatto che la crescita di Alexis potrebbe rivelarsi instabile, sebbene Lourdes gli abbia impedito di condurre altri test, etichettandolo come un "non credente". Altrove ancora, Matt e i suoi compagni di classe recitano diligentemente la retorica della fratellanza espheni, mentre l'amico di Matt, Skip gli passa un foglio affinché la loro ribellione si riunisca dopo pranzo.
Weaver segue Pope nel suo apparente nascondiglio per chiedere l'accesso alla scorta, ma un altro gruppo di criminali segue Weaver e richiede il cibo per sé. Weaver e Pope riescono a combattere i criminali, prima che Pope sveli a Weaver che la sua scorta non è altro che qualche scatola di fagioli, un'esagerazione per sostenere la sua reputazione. Weaver sente un ronzio distinto in un tunnel vicino, mentre dall'altra parte del campo Tom incontra Dingaan Botha. Il sopravvissuto si rivela un ex fisico che costruisce gabbie di Faraday per sfuggire alle recinzioni di raggi di energia, usando anche rinforzi in rame. Botha spiega anche come avesse visto il dirigibile sopra collegato a un cavo di energia al di fuori del recinto.
Nel frattempo, Denny traduce per lo skitter, il quale spiega che i bambini vengono portati in un campo di rieducazione allo scopo di essere guidati dall'ibrido in futuro. Nel frattempo, Tom riesce a parlare con Cochise sulla radio di Botha, in cui Cochise accetta di tentare di salvare Matt. Oltre a Chinatown, Ben attraversa una fila di credenti che aspettano Alexis e implora sua sorella di accettare l'aiuto del dottor Kadar. Alexis si arrabbia per la richiesta di Ben e la sua rabbia ha un effetto fisico sulla sua stanza, ma alla fine accetta di vedere il dottor Kadar.
Con l'aiuto di Hal, Tom cavalca al centro del ghetto nei panni del fantasma, smascherandosi in pubblico e invitando la nave aliena sopra di lui a prenderlo a bordo. Una volta dentro, il monaco parla attraverso un uomo impiantato, rivelando che gli Espheni stanno cominciando trasformazioni evolutive di adulti, selezionati per combattere una minaccia in arrivo più grande di loro e dei Volm. Tom accetta a malincuore le condizioni del monaco per proteggere la sua famiglia, osservando segretamente le mappe del ghetto, compresi i tunnel nascosti per rispondere alle minacce alla sicurezza. Giù in basso, Pope e il Tessitore scoprono che un tunnel sotterraneo rimane bloccato dalla recinzione, ma sarà un ottimo punto di fuga quando i raggi di energia saranno disattivati.
Matt e Mira si tengono per mano e si baciano mentre vanno all'incontro, ma scoprono che Skip è stato prelevato dal suo nascondiglio. Invece, il caposquadra affronta Matt e rivela minacciosamente che Skip si è "diplomato", sostenendo nel contempo il suo credo nel potenziale di Matt. 
A Chinatown, Lourdes tenta violentemente di interrompere il dottor Kadar che sta prelevando un campione di sangue da Alexis, ma quando la situazione diventa troppo tesa, i poteri di Alexis scuotono la stanza ed emettono un rumore acuto che distrugge il campione. 
Sulla strada, Denny rivela ad Anne che lo skitter in cattività è diventato sempre più spaventato quando ha menzionato "l'ibrido", in particolare per quanto riguarda un luogo che si trova a ovest dalla loro posizione.
Con Alexis a riposo, Ben e Maggie acconsentono a tenere la ragazza isolata per il momento e felici della compagnia l'uno dell'altro parlano fra loro. Poi Ben va a controllare Alexis, la segue nel deserto e la vede interagire con un supremo incappucciato. 
Nel frattempo, i rifornimenti di cibo riprendono nel ghetto di Charleston, durante i quali Tom rivela di aver ricevuto le informazioni di cui aveva bisogno dall'astronave soprastante e che presto scapperà dal campo.

## Esodo
- Titolo originale: Exodus
- Diretto da: Mikael Salomon
- Scritto da: Josh Pate

### Trama
Tom percorre le strade del ghetto con la sua motocicletta, attirando skitter da ogni angolo prima di far esplodere la moto e avviarsi verso un edificio isolato. Tornando nella sua stanza al piano di sopra, Tom osserva fuori che la barriera di raggi laser deve ancora esplodere, prima di girare il suo lanciafiamme agli alieni che si riversano attraverso la porta.
Circa sessanta ore prima, Tom e Hal ripassano il loro piano, mentre Dingaan Botha fa una smorfia sulla volatilità delle loro cariche esplosive, considerando che sarà lui a indossare la tuta di Faraday, scalare l'obelisco e distruggere la recinzione, tutto in novanta secondi. 
Nel frattempo a Chinatown, Ben riferisce a Maggie l'incontro di Alexis con un supremo, così Maggie decide di recuperare le sue pistole da un nascondiglio per affrontare la ragazza. Maggie interrompe una lezione di Alexis con i suoi seguaci. Sebbene Alexis sostenga di incontrare un supremo come un ponte tra le due specie, spezza il polso di Maggie per far cadere le sue pistole.
Nel campo di rieducazione, Matt e Mira guardano, mentre una giovane recluta viene celebrata per aver consegnato i suoi genitori e assicurarsi che vengano mandati in un campo per gli adulti. Mira si preoccupa che i leader alla fine la spezzino e allude che lei e Matt potrebbero tentare di fuggire, anche se Matt gli consiglia di rimanere forte per il momento. Quella notte, Mira mette delle cesoie in uno dei materassi vuoti di una cuccetta. 
Altrove sulla strada, Anne marcia con il suo gruppo di sopravvissuti, ma sviene per la stanchezza.
Tom e Dingaan trascurano la recinzione e discutono le molte possibilità che potrebbero andare storte nel loro piano di liberare il campo. Dingaan medita di lasciare l'accampamento dopo aver scalato il recinto con la tuta, finché Tom non gli ricorda della famiglia che aveva perso e gli chiede di unirsi alla Seconda Massachusetts. Tom comunica il suo piano anche a Weaver, Hal e Pope, ammettendo il pericolo per se stesso nel condurre gli skitter in un edificio instabile, che intendono abbattere. 
Al campo di rieducazione, il capogruppo fa un sopralluogo e trova le cesoie. E chiede al colpevole di fare un passo avanti, ma quando Mira si prepara ad arrendersi, Matt si assume la responsabilità e viene portato via.
Mentre Hal conduce gruppi di superstiti nelle fogne da cui fuggire, Tom e Weaver preparano le bombe per far saltare l'edificio.
Anne sogna il suo periodo di prigionia con Karen; recupera il ricordo di un cordone ombelicale alieno attaccato al suo grembo, mentre Karen e un supremo sostengono che il bambino è il loro.
Il mattino seguente, Tom incontra il Supremo e il suo schiavo umano, ma con un lanciafiamme mette fuori gioco il Supremo prima di accettare l'accordo, cosi facendo attira l'ira degli skitter che lo inseguono. Nell'inseguimento, tuttavia, uno skitter ha accidentalmente fatto cadere una trave che paralizza la mano di Dingaan, costringendo Pope a indossare la tuta di Faraday e a scalare la recinzione. Nel frattempo, Hal continua ad accompagnare i sopravvissuti nel tunnel, anche se una coppia anziana con il proprio ritardo attira l'attenzione di uno skitter rimasto nelle strade. Nel frattempo, Pope scala un obelisco della recinzione, ma la bomba cade e lui sorprende tutti tornando indietro, anziché scappare verso la libertà. Scalando l'obelisco ancora una volta, Pope indossa la tuta e cade accidentalmente a terra dall'altra parte, rimanendo temporaneamente in stato di incoscienza. Nel frattempo, Tom continua ad attirare gli skitter mentre Hal e i sopravvissuti nel tunnel combattono gli skitter rimanenti, perdendo un anziano sopravvissuto.
Nel frattempo, Pope si risveglia e posiziona la bomba, ma la bomba distrugge solo parte del cavo collegato alla Nave spaziale che crea l'energia per la barriera, indebolendo il recinto di raggi energetici, ma Pope con un travetto di ferro abbatte l'ultimo pezzo del cavo rimasto e cosi finalmente distrugge la recinzione. Lottando contro alcuni skitter al piano di sopra, Tom vede la recinzione distrutta e attiva le cariche per far cadere l'edificio, atterrando nel fiume sottostante.
Anne si sveglia e dice ad Anthony che si trovano nelle vicinanze di Alexis, prima di mandare una squadra di esploratori. Nel frattempo, Cochise trova Matt nel campo di rieducazione. 
Ben accetta riluttante di continuare a sostenere Alexis, nonostante i suoi metodi non ortodossi per portare la pace. Poco dopo, Anne e gli altri arrivano a Chinatown, dove la madre è scioccata nel ricongiungersi con la figlia che cresce molto precocemente.
Tom finalmente ritorna dai sopravvissuti, ringraziando Pope per i suoi sforzi e confortando Hal sulle perdite subite nello sforzo. Weaver spia qualcosa in lontananza, quello che sembra essere uno skitter che li segue, sebbene lui e Tom li abbiano spazzati via.

## Istinto di protezione
- Titolo originale: Evolve or Die
- Diretto da: Bill Eagles
- Scritto da: M. Raven Metzne

### Trama
Tom, Hal e Weaver corrono mentre la pattuglia aerea espheni vola sopra di loro, cercando di dirigersi verso un edificio. Tom si alza in piedi, ma un mirino è sulla sua fronte, così Hal lo scaraventa a terra per salvarlo. Cochise appare dall'edificio e informa che si trattava di Shaq, il suo secondo in comando che aveva come bersaglio Tom. Cochise li conduce dentro, e Weaver fischia alla sua banda di fuggiaschi per farsi seguire. Cochise dice a Tom che ha trovato Matt, mentre i fuggitivi si riforniscono di cibo e acqua. Tom decide di andare a prendere Matt, con l'aiuto di Cochise e Weaver che acconsentono ad andare con lui. Tom lascia Hal a capo del gruppo, dicendogli di non andarsene finché non tornano. Mentre Tom, Weaver e Cochise stanno camminando, Weaver sente un fruscio. Si guarda intorno, ma non vede nulla. Continuano, finché nei boschi, Weaver sente di nuovo il fruscio. Una creatura simile a uno skitter attacca Cochise e fugge, lasciando del sangue nero. Cochise entra in uno stato di rigenerazione, dicendo che ha bisogno di tempo per riprendersi dal veleno della creatura. Weaver e Tom si intrufolano nel campo, cercando Matt. Tom si intrufola in un dormitorio, dove molti bambini si svegliano e danno l'allarme con un fischietto. Weaver e Tom scappano, correndo dritti verso Mira che dopo aver appreso chi sono, accetta di condurli da Matt.
Nel frattempo, tornando all'edificio dove si nascondono i fuggiaschi, Hal chiede se ci sono dei locali per trovare dei rifornimenti nelle vicinanze. Pope decide di andarsene da solo e Hal cerca di fermarlo, ma Pope è già su un pick-up. Pope guida verso una casa dove scopre del carburante e cerca di rubarlo, ma Sara, il proprietario, lo tiene sotto tiro con un fucile.
Nell'edificio, Dingaan raccoglie le coordinate di trasmissione su una radio e quando Hal lo ascolta, identifica la voce di Lourdes. Tornati a casa, Pope e Sara entrano, condividono una birra e i mech li trovano. Pope conduce lui e Sara in salvo e tornano dai fuggiaschi. 
Pope e Sara arrivano nell'edificio a bordo del pick-up, dove Hal gli chiede perché è andato da solo. Sara si precipita a difendere Pope. Pope avvisa Hal che gli espheni saranno sul posto entro 24 ore, perché li hanno seguiti, cosi decidono di evacuare l'edificio. Durante l'evacuazione, Hal scrive "Croatoan" con le coordinate che Lourdes ha dato come messaggio, per dire a suo padre dove sono andati.
Al campo, Mira sta conducendo Tom e Weaver da Matt, ma Weaver si ferma e fa andare solo Tom con Mira. Weaver vede il sangue nero per terra e lo segue, finché qualcosa non lo trascina in una stanza. Matt, nel frattempo, si sta difendendo da un attacco di Kent che gli punta una pistola addosso. Tom incomincia a picchiare Kent, quasi uccidendolo. Tom, Matt e Mira corrono fuori. I mech si attivano, e Mira corre, usando il suo fischietto, cercando di distrarre i mech per far sì che Tom e Matt scappino. Weaver vede di nuovo l'animale che sembra uno skitter. Rendendosi conto che è Jeanne, mutata, si muove verso di lei. Uno skitter prova ad attaccarlo, ma Jeanne lo attacca a sua volta; anche se Weaver uccide l'alieno, Jeanne è ferita mortalmente e muore.
Nel bosco, Matt dorme e Cochise dice che non possono più aspettare Weaver, ma in quel momento compare Weaver, e dice a Tom cosa è successo a sua figlia. Matt si sveglia e abbraccia Weaver, avendo un momento di commozione. 
A Chinatown, Anne e Alexis parlano e Lourdes chiede ad Anthony di posare le sue armi o andarsene. Anne gli dice di accamparsi fuori da Chinatown. Più tardi, Anne, Margaret e Ben parlano di Alexis che incontra il monaco e Anne dice che ucciderà Alexis e Scorch. Catturano il monaco, nonostante le molte proteste di Alexis.
Scorch prende del terreno in mano e attraverso una "gemma del fuoco" parla con il monaco per aggiornarlo degli avvenimenti. Il monaco avvisa Scorch che la figlia di Mason è preziosa perché è molto forte ed è un elemento fondamentale per farla mutare. Scorch incontra Alexis e i due si guardano sorridenti.

## Guerre mentali
- Titolo originale: Mind Wars
- Diretto da: Nathaniel Goodman
- Scritto da: Bruce Marshall Romans

### Trama
Matt, Tom, Weaver e Cochise tornano al punto in cui Hal e il gruppo erano rimasti quando li ha lasciati, ma non c'è nessuno. Il gruppo è partito per allontanarsi dalle pattuglie di skitter in arrivo. Tom accende la radio e scopre il santuario di Chinatown. Le pattuglie finalmente raggiungono Tom e il gruppo e Scorch sta supervisionando personalmente questa ricerca.
Hal e il gruppo si rendono conto che ci sono pattuglie su tutti i lati e se pensano di tornare a Chinatown hanno bisogno di scoprire dove sono tutte le pattuglie. Shaq si rifiuta di togliere i dispositivi volm dalla loro missione attuale per aiutare il gruppo, ma ha un'idea non ortodossa. E decide di attirare e abbattere un mega-mech. Per fare questo, mettono su un cavo e fanno salire Pope e Sara in un camion. Quando la corda viene tirata, il robot la guarda fermandosi e si gira per far fuoco su Hal e gli altri. Pope e Sara si buttano dritti sul mega-mech e Shaq mette una mano dentro al mech e tira fuori il suo cuore. Usando il nucleo, penetrano nel sistema di comunicazione espheni e determinano dove si trovano tutte le pattuglie. Stranamente, l'area in cui dovrebbe essere Chinatown è libera da ogni pattuglia.
A Chinatown, Anne e il gruppo hanno legato il monaco e Anne incomincia a interrogarlo. Il monaco attraverso Ben continua a sostenere che è lì solo per aiutare Alexis. Tuttavia, egli fa una sottile minaccia con la connessione di Ben, infatti, Ben incomincia a tremare e a sentire dolore. L'ultima volta che il supremo si è connesso con un essere umano è stato con Karen. Anne capisce che le connessioni espheni con i bambini impiantati sono più pericolose in quanto il supremo ha la capacità di trasmettere il proprio dolore alla vittima.
Tom, Weaver e Matt finiscono per mettersi nei guai con due uomini, due fratelli, che cercano di uccidere Weaver e Matt, ma prendono Tom in ostaggio. In verità Tom, Weaver e Matt sono catturati per essere portati a una struttura di skitterizzazione umana. Weaver e Matt salvano Tom, ma Matt ancora molto arrabbiato, vuole vendicarsi anche dei due fratelli, ma non lo fa perché Weaver lo fa ragionare.
A Chinatown, Alexis è malata e la sua febbre potrebbe uccidere un comune essere umano. Alexis chiede che il monaco venga rilasciato, ma Anne si rifiuta. Anne va dal monaco per eliminare le sue frustrazioni e chiede un modo per salvare Alexis e ridurre la febbre. Comincia a picchiarlo con una tavola e all'improvviso si vede Ben urlare di dolore. E lividi profondi compaiono sul suo addome. Maggie preoccupandosi dello stato di Ben corre verso Anne che le impedisce di picchiare il monaco, spiegando che mentre lo picchia può uccidere Ben. Tuttavia, il monaco rivela, attraverso Ben, che esiste un fiore che può salvare Alexis. Dopo che danno il fiore a Alexis, lei si riprende. Anne scopre che il monaco è fuggito. Alexis con l'aiuto di Lourdes lo ha aiutato a fuggire. Inoltre Alexis rivela a Lourdes che il monaco è suo padre.

## Porta numero tre
- Titolo originale: Door Number Three
- Diretto da: Jonathan Frakes
- Scritto da: Melissa Glenn

### Trama
L'episodio incomincia con Alexis e Lourdes seduti nella stanza di Alexis a Chinatown. Alexis dice a Lourdes di non aver paura del cambiamento e chiede di essere lasciata sola. Lourdes obbedisce, e dopo che se ne va, Alexis alza la mano per rivelare che è ricoperta di una strana sostanza.
Il giorno dopo arrivano Hal e il suo gruppo di fuggiaschi. Hal nota un lampo verde sulla Luna, ma viene fermato dall'investigare ulteriormente da alcuni dei combattenti di Anne che sollevano le loro armi contro i nuovi arrivati. Tom compare, insieme con Weaver e Matt, e tutti si riuniscono. Lourdes entra nella stanza di Alexis con il tè e la trova avvolta in un bozzolo espheno, lasciando cadere il vassoio per la sorpresa. I nuovi gruppi riuniti entrano nel rifugio sicuro di Alexis, dove i rifugiati ricevono cibo e acqua. Anne vuole che Tom incontri Alexis, e la conduce nella stanza dove normalmente si trova Alexis. Scoprono che Alexis è nel suo bozzolo e chiamano il resto dei rifugiati a riunirsi. Kadar paragona il bozzolo dov'è rinchiusa Alexis a una farfalla e alla sua crisalide, dove se la si taglia, la farfalla muore.
Nel frattempo, tutto il gruppo discute su cosa fare con lei e alla fine concordano di aspettare per vedere cosa succede. Tom, Hal e Weaver rimangono nella stanza. Hal incomincia a parlare di strategia contro i raid nei campi mutanti di skitter e di salvare i bambini come Matt dai ghetti. Tom non lo ascolta davvero e quando Hal chiede la sua approvazione, Tom gliela dà senza sapere cosa vuol fare realmente. Hal esce dalla stanza e va da Maggie che sta raccontando ai fuggiaschi dell'incontro fra Alexis e un supremo (il monaco) e che cosa devono fare. Tutti si fermano quando Hal entra, ma Hal chiede a Maggie di andare avanti, perché è interessato a ciò che la sua sorellastra potrebbe aver fatto. Pope decide di uccidere Alexis prima che emerga, più forte di prima, dal bozzolo. Tom entra e vede suo figlio Hal, dandogli un'occhiata di disapprovazione. Tom li avverte che se qualcuno di loro cercherà di danneggiare Alexis, li ucciderà. Poi va a cercare Lourdes e le domanda che cosa pensa di Alexis. Lourdes sottolinea il simbolo di Alexis che indossa su una collana e dice che Alexis le ha detto di non aver paura del cambiamento. Tom decide di proteggere Alexis e si rende conto di aver già visto il bozzolo. 
Tom dice a Kadar e ad Anne di aver visto Anne in un bozzolo simile su una nave degli espheni, e Kadar domanda se Anne si ricorda del tempo trascorso. Anne dice che non ricorda affatto il tempo trascorso sulla nave degli espheni e il dottor Kadar suggerisce di provare a ricordare con l'uso di farmaci, anche se non è detto che funzioni. Anna è d'accordo perché vuole assolutamente salvare la figlia. Tom va con lei nell'ufficio di Kadar, che è un negozio abbandonato da tempo dove Kadar ha una scorta di droghe. Anne si siede e Kadar le inietta 3 cc di una droga, dicendole di pensare a sua figlia. Il ricordo di Anne la riporta alla notte in cui è morto suo figlio, Sam. Sta leggendo a Sam che chiede un bicchiere d'acqua. Si alza per prendergli il bicchiere, ma in quel momento sente un mech rumoreggiare in sottofondo e vede le sue luci lampeggiare fuori dalla finestra. Anne si gira e urla, ma il mech spara a Sam, quasi certamente uccidendolo. Anne si sveglia, terrorizzata. Tom la tranquillizza e Anne dice che ha bisogno di una dose più forte. Kadar avverte che c'è il rischio che non si svegli, ma ad Anne non importa e si inietta 6 cc. Questa volta Anne si trova sulla nave madre degli espheni. Anne sta allattando Alexis, osservata da Karen. Anne dice che Karen non le porterà mai via la figlia. Karen sottrae Alexis dalle braccia di Anne e dice che Anne è viva solo per nutrire Alexis. Dopodiché, il ricordo svanisce, mentre Anne giace incosciente nel negozio di Kadar, nonostante gli sforzi di Kadar per rianimarla. Anne sta vivendo una crisi a causa del fatto che non può salvare sua figlia. 
Allo stesso momento Hal, Pope e Maggie, guidando una rivolta, cercano di raggiungere il bozzolo di Alexis per ucciderla. Tom si frappone ai ribelli e rimprovera Hal per essersi unito a loro. Hal discute con suo padre, dicendo che suo padre gli ha detto di proteggere la sua famiglia, non importa da cosa, e Ben chiede di non parlare a Maggie. Hal chiede a Maggie di dire a Tom cosa ha visto, ma Maggie si unisce a Tom. Il resto dei ribelli è chiaramente arrabbiato con Hal, così Hal dà il via libera, anche se lui e Pope restano nel cortile. Mentre Anne in preda al panico ha una crisi nella sua mente, appare Alexis, e chiede di mostrare ad Anne un ricordo. Nel ricordo Alexis, da piccola, viene informata da Karen di venire con lei, ma la giovane Alexis chiede di Anne. Karen dice che non ha più bisogno di lei, ma la piccola Alexis è riluttante ad andare con Karen. Alexis adulta dice di aver scelto Anne al posto di Karen. Anne domanda ad Alexis come può salvarla, ma Alexis dice che non ha bisogno di essere salvata, perché sarà lei a salvare Anne. La piccola Alexis preme la sua mano sulla guancia di sua madre, dicendole di svegliarsi. Anche la grande Alexis prende la mano di Anne e, all'unisono con la piccola Alexis, dice "Svegliati". Anne così si sveglia e si precipita da sua figlia. Anne quando è di fronte al bozzolo di Alexis, mette la mano contro il bozzolo, nonostante nel frattempo questo si sia riscaldato molto e ora sia caldo come la brace. All'improvviso appare la mano di Alexis che si avvicina all'involucro del bozzolo, proprio dove Anne ha posto la sua mano dall'altra parte. In quel preciso momento gli occhi di Alexis si aprono.

## Attacco a Chinatown
- Titolo originale: Saturday Night Massacre
- Diretto da: Olatunde Osunsanmi
- Scritto da: David Weddle e Bradley Thompson

### Trama
Anne guarda nel bozzolo e ci mette la mano sopra, ma non si brucia. Alexis apre gli occhi (di colore verde) e appoggia la mano su quella di Anne, poi incomincia a farsi strada fuori dal bozzolo. Emerge in una luce bianca e luminosa, e sviene momentaneamente prima di svegliarsi e riconoscere Tom. Dice che deve andarsene perché gli umani sono violenti e non cambieranno, anche se ha cercato di mostrargli un altro modo. Anne le chiede cosa ha detto nella sua visione, di scegliere sempre la sua famiglia, ma Alexis se ne va comunque. Cammina tra la folla riunita e tutti puntano le loro armi su Alexis. Lourdes corre verso Alexis e le chiede di liberarla. Alexis mette la mano sulla guancia di Lourdes, e con la telecinesi tutti si bloccano, mentre Pope punta la pistola contro uno della folla. Alexis uccide Lourdes e se ne va. Una volta che se ne va, tutti vengono liberati dalla loro paralisi.
Lourdes viene sepolta e tutti la salutano. Anne e Tom discutono sulla loro capacità di salvare Alexis. Il dottor Kadar spiega che il DNA umano ed esphenico di Alexis hanno combinato e creato qualcosa di completamente diverso e sconosciuto. 
Intanto un gruppo di guardie cade in un'imboscata e muore; Tom si rende conto che si tratta di un attacco personale da parte del monaco ustionato e che questo attacco può essere usato a proprio vantaggio. Tom e Weaver escogitano così un piano per portare gli skitter e i mech in città e distruggerli, mentre la Seconda Massachusetts si prepara per la battaglia. Pope e Sara invece, condividono un momento d'intimità e Ben dice a Matt di credere che il piano del padre funzioni, ma crede anche che molte persone possano morire e vuole rintracciare sua sorella Alexis per far fermare i combattimenti. Matt dice a Tom che Ben è andato a cercare Alexis e Tom non è sorpreso. Sara confida a Pope che ha paura di morire e non vuole che per lei questo sia il suo ultimo giorno. Hal spiega a Maggie la sua convinzione che l'amore è l'arma usata dagli espheni e che gli umani non devono costruire attaccamenti duraturi per essere al sicuro. Sente che l'amore rende ciechi coloro che fanno ciò che è giusto. Maggie sottolinea che se avesse seguito quella stessa filosofia, Hal non sarebbe qui adesso. 
Intanto, Dingaan e Denny scherzano sul jazz mentre esplorano l'ingresso che gli skitter e i mech useranno. Una volta che appaiono, Dingaan e Denny tornano indietro per avvertire gli altri e incontrano una fila di discepoli di Alexis per la strada. I discepoli di Alexis credono che se si mostrassero agli espheni nell'intento di non nuocerli, sarebbero stati risparmiati. Mentre gli skitter e i mech entrano, sparano a tutti i discepoli inginocchiati e Dingaan viene trascinato via da Denny mentre urla. Mentre i mech entrano nella zona di battaglia, Maggie accende la miccia che fa detonare la dinamite nelle lanterne di carta cinesi appese sulla strada. Questo fa saltare in aria la prima ondata di mech. Tutti si ritirano, mentre Maggie rimane indietro per uccidere gli ultimi skitter. Sara e Pope stanno sparando a degli skitter quando scoprono una linea di gas naturale rotta e gridano a tutti di uscire. Molte persone vengono uccise nell'esplosione, Pope sta cercando Sara e la trova piangere perché non pensava che combattere fosse divertente come Pope le aveva promesso. Hal e Weaver cercano Maggie, Anne arriva di corsa per dire a Tom che molti di loro sono morti per l'esplosione. 
Ben trova Alexis e la implora di tornare a salvare la loro famiglia, spiegando che prima della guerra, suo padre ed Anne non hanno mai alzato le mani in segno di violenza, ma Alexis dice che è troppo tardi e chiede a Ben di venire con lei. Intanto una nave espheni atterra e le punte di Ben brillano, mentre Alexis si gira e dice a Ben di seguirla. 
Tom dice a tutti che devono nascondersi in modo che Scorch pensi che l'esplosione abbia ucciso tutti, e Pope suggerisce di nascondersi in un rifugio antiatomico. Weaver trova il dottor Kadar mentre riempie i suoi campioni in laboratorio, ma ha un grosso pezzo di vetro che sporge dal suo fianco. Weaver chiama Anne per aiutarlo, ma non può fare nulla e il dottor Kadar muore dopo aver detto a Tom di salvare Alexis e non lasciarla mai andare. Mentre tutti entrano nel rifugio antiatomico, Tom decide di restare fuori e aspettare il monaco. Prende un vecchio fucile a lungo raggio da Tector e va a posizionarsi dove può ottenere una buona visuale, ma Tector chiede a Tom se può venire con lui, visto che conosce bene il fucile e va con Tom. Tector spiega a Tom come usare il fucile, ma dice che è sporco e che ha bisogno di olio che è giù per le scale. Tom si offre di andare a prenderlo. Tector va quindi a una cassetta degli attrezzi e tira fuori una grossa chiave inglese. Mentre Scorch entra nel mirino di Tector, Tector spara, ma lo manca. Scorch fa segno a un'astronave di sorvolare sopra a chi gli ha sparato, ma viene abbattuta dal cielo da Cochise e si schianta vicino all'edificio sul quale c'è Tector, facendolo cadere. Uno skitter si avvicina a lui e Tector incomincia a ridere perché indossa degli esplosivi e si fa esplodere. Scorch scambia il corpo bruciato di Tector per il cadavere di Tom Mason. L'inquadratura si allarga, mostrando tutti quelli che sono morti. Mentre Hal continua a cercare Maggie, si vede Maggie che giace sotto una pila di detriti. Nel frattempo, Tom si sveglia dopo essere stato sepolto sotto le macerie dall'esplosione, sdraiato accanto alla grande chiave inglese che aveva Tector.

## La speranza è un essere piumato
- Titolo originale: A Thing with Feathers
- Diretto da: David Solomon
- Scritto da: Ryan Mottesheard

### Trama
Il gruppo lascia il rifugio antiatomico per cercare i sopravvissuti. Matt è frenetico nel cercare Tom, mentre Anne trova la sciarpa che Tom indossava nel ghetto. Dopo l'assalto degli Espheni, i sopravvissuti stanno cercando qualcuno intrappolato sotto le macerie. Pope esprime la sua opinione sul fatto che Tom sia morto, e Matt lo affronta, picchiandolo, dicendo che suo padre è vivo. Weaver separa Matt da Pope e incomincia ad aiutare Matt a cercare suo padre. Matt trova il fucile a lungo raggio di Tector e sente rumori sotto una grande pila di detriti, quindi incomincia a cercare lì. Weaver cerca di ottenere da Matt una pausa, ma lui rifiuta. Sara trova Pope mentre sta per uccidere uno skitter e chiede se può ucciderlo. Sara e Pope sono in cerca di sopravvissuti e trovano il corpo bruciato di Bennett. E condividono il loro primo bacio dopo aver seppellito i morti.
Hal sta cercando Maggie, che trova intrappolata sotto le macerie. Lei gli dice che non sente le gambe e chiede aiuto. Hal allora, porta Maggie da Anne, dicendo che Maggie è paralizzata dal collo in giù, probabilmente ha un'emorragia interna e sta morendo. Hal, piangendo, domanda se Anne può fare qualcosa, qualsiasi cosa. Anne scuote la testa, dicendo che deve lasciarla andare. Hal allora, propone di trapiantare uno spuntone di Denny a Maggie, nella speranza che guarisca Maggie prima che muoia, sapendo che Denny, grazie agli spuntoni, guarisce molto più in fretta del normale. Anne dice che un trapianto è rischioso, ma Hal sostiene che ha trovato dei chiodi a Charleston, Anne ribatte, dicendo che li aveva un equipaggiamento migliore, ma che i Volm forse hanno qualcosa di meglio. Cochise spiega che una procedura del genere può essere eseguita, ma che può essere mortale se non eseguita correttamente. Denny si offre per la procedura, ma Anne non farà nulla senza il permesso di Maggie. Più tardi, dopo che Maggie si è svegliata, Hal le spiega che è paralizzata e che c'è la possibilità di salvarla se vuole, ma lei rifiuta l'intervento e chiede a Hal di lasciarla andare. Hal va da Anne e le dice che Maggie ha accettato la procedura, così Anne estrae del fluido dallo spuntone di Denny. Con l'aiuto di Hal e Denny, Anne prepara Maggie per iniettarle il fluido. Maggie si sveglia per un attimo e capisce che cosa ha fatto Hal. Il liquido fallisce e Anne dice a Hal che il battito del cuore di Maggie è debole e non durerà a lungo. Più tardi, Ben suggerisce di rimuovere le sue stesse punte e di trapiantarle in Maggie. Con l'aiuto di Cochise, Anne rimuove con successo tre degli spuntoni di Ben e li inserisce nel collo di Maggie. Tuttavia, gli altri spuntoni di Ben reagiscono male e Anne decide che devono accontentarsi dei tre che hanno estratto. Dopo aver inserito gli spuntoni nel collo di Maggie, gli spuntoni di Ben e Maggie si illuminano e si scuotono per quattro volte prima di fermarsi del tutto. 
Intanto, Tom trova Dingaan intrappolato sotto una grande lastra e lo aiuta a uscire da lì sotto. Tom e Dingaan stanno cercando di capire come aprire il portello e capiscono che sono sotto un dirigibile (beamer) degli espheni. Tom infila il braccio in un buco che apre il boccaporto e urla perché ha l'impressione che qualcosa gli morda il braccio. Nonostante ciò, i due entrano nell'astronave e dopo che Tom tocca il muro, uno spuntone entra nel suo braccio e cose simili a vermi cominciano a strisciare sotto la sua pelle prima di farlo svenire. Dingaan trova un bisturi e rimuove il verme dal braccio di Tom. All'improvviso, entrambi sentono un segnale acustico, scoprono un pannello con luci blu lampeggianti e si rendono conto che si tratta di un conto alla rovescia per un missile. Dingaan incomincia a impazzire, spiegando a Tom che cosa è successo a suo figlio e a sua moglie. Dingaan e suo figlio stavano guardando il bulldozer che scavava la loro nuova piscina. A un certo punto, Dingaan risponde al telefono, si distrae e si accorge troppo tardi che il bulldozer ha accidentalmente sepolto vivo suo figlio, uccidendolo. Sua moglie ha bevuto fino a morire per quello che è successo. Il suono dell'ambulanza è tutto ciò che riesce a ricordare da quando era con suo figlio, finché non è diventato silenzioso. Nel frattempo, il segnale acustico diventa silenzioso e invece di far saltare in aria l'astronave come temevano, il missile spara. Lo sparo crea un varco, permettendo agli umani in superficie di ritrovare Dingaan e Tom. Una volta in salvo, Dingaan ha una visione del suo defunto figlio e della moglie, mentre Tom si riunisce con la sua famiglia.
Ben si sveglia con Alexis inginocchiata su di lui. Ben sente le persone che urlano per colpa degli skitter e cerca di fuggire, ma i suoi spuntoni si illuminano e Alexis gli dice che vuole mostrargli qualcosa. Lei lo porta in un grande magazzino dove le persone sono in vari stadi di mutazione, disposte sul pavimento o in giro con skitter che li sorvegliano. Alexis lo chiama evoluzione e quando Ben cerca di ragionare con lei, Alexis cerca di ucciderlo. Ben, oltraggiato, le dice che non può trasformarlo in uno schiavo perché gli espheni lo hanno già fatto una volta e lei lo lascia andare.
Ben torna alla Seconda Massachusetts, trova Anne e le dice che Alexis è dalla parte degli Espheni, che gli ha mostrato come stanno trasformando gli umani in mostri e che l'unica ragione per cui è tornato, è perché Alexis lo ha lasciato andare. Anne non accetta che Alexis si sia unita agli Espheni. Avendo trovato qualcuno che è sopravvissuto, la Seconda Massachusetts si riunisce intorno a un falò e onorano i loro morti. All'improvviso Maggie appare, essendo stata guarita dal trapianto, va verso Hal e prima lo schiaffeggia, poi lo bacia per averla tradita e salvata allo stesso tempo. Hal dà credito a Ben e mentre Ben e Maggie parlano, Hal e Tom si arrampicano sulle macerie per vedere una parte dell'beamer risplendere. All'improvviso, tutto incomincia a brillare ed entrambi notano lampi verdi provenienti dalla Luna. Chiedendosi cosa significano quei flash, si rendono conto che stanno causando reazioni anche nel beamer.

## Finché morte non ci separi
- Titolo originale: Till Death Do Us Part
- Diretto da: Greg Beeman
- Scritto da: Carol Barbee

### Trama
Dopo la scoperta di Tom e Hal dei lampi verdi sulla Luna e di come colpisce il beamer danneggiato, i fuggiaschi, Dingaan e Cochise discutono della scoperta. Cochise è sbalordito quando capisce che i flash e il loro effetto sul beamer significano solo una cosa: il Power Core ossia la centrale elettrica degli Espheni che i Volm hanno cercato inutilmente sulla Terra è in realtà sulla Luna. Mentre Cochise si allontana, sconvolto dal fatto di non averci pensato prima, il gruppo si rende conto che gli Espheni hanno messo il Power Core sulla Luna solo per una ragione: coprire l'intero pianeta e alimentare la loro intera macchina da guerra. Tom capisce di aver bisogno di distruggere la centrale energetica nonostante sia sulla Luna, sostenendo che anziché attaccare le fabbriche degli skitter e gli Espheni una dopo l'altra, perdendo molte vite, conviene eliminare il Power Core e mettere fuori uso la tecnologia degli Espheni tutta insieme. 
Il piano di Tom è quello di usare il beamer che Cochise ha abbattuto in precedenza per raggiungere la Luna. Mentre gli altri esprimono tutti i problemi del piano come il fatto che l'astronave è sepolta, non sanno come accedervi e non sanno nemmeno come pilotarla, Tom chiama Cochise e gli domanda se può esserci una base degli espheni sulla Luna. Quando Cochise conferma come verosimile la sua ipotesi, Tom suggerisce di programmare il beamer per tornare su quella base. Cochise è sorpreso dall'idea, ma ammette che non è così folle come sembra, così Tom decide di provare. 
Il giorno dopo, Anne e Tom hanno una piccola discussione, mentre dissotterrano il beamer. Hal e Maggie tirano fuori un masso, ma Maggie, non abituata alla sua nuova super forza, fa volare lontano il masso che colpisce accidentalmente il polso di Sara. Pope urla a Maggie e Hal interviene in sua difesa. Ben dice a Maggie che può aiutarla così i due se ne vanno. Ben le mostra la sua nuova agilità, facendola saltare da un edificio. Gli spuntoni che ha ricevuto da Ben si attivano e comunicano con i suoi spuntoni rimanenti che le permettono di sentire ciò che prova. Cochise dice che i Volm hanno un loro arsenale che può essere usato per riportare in superficie l'beamer più velocemente. 
Tom, Anne, Matt, Weaver e Cochise decidono di uscire, mentre Pope e Sara discutono sulla dipendenza da narcotici di Sara.
Nell'impianto chimico in cui si trova l'arsenale dei Volm, il gruppo si imbatte in Mira. Tom la lega, dicendo che non possono fidarsi di lei, ma vuole portarla comunque con loro. Matt si separa da Mira quando lei si lamenta delle sue mani doloranti e lei soffia il suo fischio scout, dando l'allarme agli illuminatori e ai capisquadra. Mira fugge con Matt che la insegue. A sua volta, Matt è inseguito dai capisquadra e supplica Mira di aiutarlo. Lei dice che ormai è troppo tardi. Weaver e Cochise vengono in soccorso di Matt, ma Kent intrappola Tom all'interno di un contenitore in fiamme. Anne viene in soccorso di Tom, distraendo Kent in modo che Tom gli possa sparare. Ormai morente, Kent rivela di aver consegnato la propria madre agli espheni. 
Tom e Matt si riuniscono e tornano a casa con solo alcune delle armi volm e nessuno degli esplosivi che speravano di avere. Tornati a Chinatown, Ben e Maggie si baciano dopo che Maggie mostra le sue nuove abilità. I loro spuntoni si attivano di nuovo e comunicano la sua passione per lei e lei è spronata a restituirlo. Hal vede, anche se scompare senza dire nulla. Più tardi, Hal picchia Ben, dicendo che Maggie è la sua ragazza. Lui e Ben discutono, poi Tom torna a casa. Ovviamente sono furibondi l'uno con l'altro, ma lo nascondono al padre. Tom propone di sposarsi con Anne e il giorno dopo la coppia si fa sposare da Weaver. Mentre si baciano, Shaq interrompe per mostrare loro che ha decodificato il fischio di Mira. Mentre non può usarlo per pilotare l'beamer sulla Luna, ha isolato il segnale di provenienza dal dispositivo in un comunicatore volm, permettendogli di riprodurre in sicurezza il fischio. Il fischio fa scattare i motori sepolti del beamer che si solleva da terra. Estasiato, Tom dichiara che ha deciso di andare sulla Luna.

## Tirare a sorte
- Titolo originale: Drawing Straws
- Diretto da: Adam Kane
- Scritto da: Josh Pate

### Trama
Tom si trova in disaccordo con tutti, compresa la sua stessa famiglia, mentre cerca di decidere chi andrà in missione con lui sulla Luna per distruggere il Power Core. Tutti vogliono una buona occasione per andare e possibilmente salvare l'intera razza umana. Matt riesce ad aprire un pannello nascosto sul proiettore che risulta essere il pannello di controllo dell'astronave. Mentre tenta di accedere al canale di comunicazione espheni nell'beamer, Cochise inserisce un messaggio radio in spagnolo che Anthony è in grado di tradurre. Anthony in seguito legge il messaggio tradotto a tutti: tutti i ghetti stanno per essere svuotati e sono già stati svuotati in Spagna, Italia e Marocco. Le persone vengono prese per essere processate e gli Espheni hanno una nuova arma orribile che è inarrestabile e viene usata per catturare i fuggiaschi umani. Il messaggio termina, dicendo a chiunque stia ascoltando di nascondersi perché non c'è possibilità di vincere la guerra e che sono gli ultimi umani rimasti sul pianeta Terra. Tutti sono rimasti sconvolti dalle notizie. Discutendo il messaggio, Weaver afferma di ritenerlo reale. Maggie propone di attaccare tutti i ghetti espheni che riescono a trovare e di salvare le persone che restano per ricostruire il loro numero, mentre a Pope non piace l'idea di sedersi e non fare nulla. Elise invece, suggerisce di fare come dice il messaggio e trovare un posto dove nascondersi. Tom tuttavia, è irremovibile nel continuare il suo piano di attaccare la centrale energetica degli Espheni, credendo che prenderlo sia la loro unica possibilità. Mentre tutti pensano che il piano sia avventato e disperato, Tom dice loro che preferisce combattere piuttosto che nascondersi, così tutti alla fine accettano di provare. Mentre la missione è pronta, sorgono problemi quando un meccanismo di difesa espheni distrugge il comunicatore volm, usato per hackerare la nave e pilotarla. Cochise crede che quando il beamer sarà completamente attivo, rifiuterà l'accesso a tutti i Volm, compreso lui. Ciò renderebbe estremamente pericoloso per lui andare in missione, lasciando i terrestri senza il loro esperto in tecnologia espheni e senza alcun modo di pilotare la nave sulla Luna. Tuttavia, Cochise suggerisce un'alternativa: se possono pilotare manualmente la nave sopra l'interferenza dell'atmosfera terrestre, l'astronave può bloccarsi sul faro di riferimento sulla Luna da sola e volare lì. Una prova successiva conferma la teoria di Cochise. Di conseguenza, il gruppo cerca di capire i controlli della nave. Attraverso tentativi ed errori, Tom e Dingaan individuano i comandi principali dell'astronave, quasi uccidendo accidentalmente Cochise nel tentativo. E decidono di scegliere il pilota dell'astronave. È deciso dal voto popolare che ognuno metta il proprio nome in un contenitore dove due persone vengono sorteggiate per andare in questa missione. Tom accetta solo dopo essere stato messo in minoranza da tutti. Matt vuole mettere il suo nome, dato che era sua l'idea, ma Tom si rifiuta con una frase piuttosto divertente. Weaver sorprende Pope che prova a togliere i nomi fuori dal contenitore, perché vuole essere l'unico ad andare. Dopo tutto quello che ha perso, dopo tutti quelli che sono morti, vuole fare la differenza.
Nonostante il fatto che sia stata Maggie a baciare Ben, Hal non perdona il fratello, anche dopo che Ben gli parla e cerca di spiegare. Più tardi, quando si verifica l'estrazione dei nomi, Ben viene estratto per primo. Hal si rende conto che forse non rivedrà mai più suo fratello. Ovviamente Tom trova un modo per manipolare il sorteggio ed è la seconda persona ad andare. Più tardi sulla nave, Maggie salirà a bordo per salutare Ben e questa volta, è Ben a baciarla sotto gli occhi di Hal. Proprio mentre stanno preparando la nave per il decollo, Ben trova Hal a bordo e Hal alla fine gli dice che lo perdona: non può dire a Maggie chi amare, dipende solo da lei. Ben cerca di spiegare che prova sentimenti per lei e non può farci niente. Tuttavia, cerca di aiutare Hal dicendogli che Maggie non prova gli stessi sentimenti, ma a questo punto non gli importa. 
Alexis si sveglia da un sogno, per lei spaventoso, in cui Ben muta attraverso il processo di skitterizzazione umana. Il monaco continua ad addestrarla e a perfezionare le sue abilità: ora la ragazza è in grado di smaterializzare un albero e controllare la gravità. Più tardi, sente per caso un'altra conversazione in lingua aliena tra i due fratelli espheni e scopre che non sono interessati alla pace e che al monaco viene ordinato di ucciderla. Nella loro ultima sessione di allenamento, poco prima che il monaco tentasse di uccidere Alexis, lei lo smaterializza, liberandosi dal suo controllo. Tutti salutano Ben e Tom mentre si preparano a decollare, ma improvvisamente gli allarmi si spengono mentre una squadra di illuminatori viene vista dirigersi verso la città. Tutti si mettono in posizione per incominciare a sparare, ma prima che possano sparare, all'improvviso tutti i beamer cominciano a esplodere a mezz'aria. Alexis appare da dietro le macerie, dopo essere tornata dagli umani e averli salvati.

## Viaggio sulla Luna
- Titolo originale: Space Oddity
- Diretto da: Olatunde Osunsanmi
- Scritto da: M. Raven Metzner

### Trama
Dopo che Alexis interrompe l'attacco dei beamer a Chinatown, i suoi genitori, attoniti, si avvicinano a lei, chiedendo risposte. Anne è sorpresa di notare che gli occhi di Alexis sono tornati com'erano prima che lei entrasse nel bozzolo. Alexis dice loro che ha commesso un terribile errore nel fidarsi degli Espheni e desidera aiutarli a fermarli. Tom rifiuta comunque di ascoltare e ordina ad Alexis di andarsene. Allo stesso tempo, Pope è arrabbiato per le morti che Alexis ha causato e cerca di ucciderla con un fucile. Alexis ferma il proiettile con la telecinesi e ribadisce che la Seconda Massachusetts non ha motivo di temerla. Tom accetta di lasciare che Anne le parli, mentre lui parla con Pope che è distrutto emotivamente perché ha perso tutte le persone di cui si prendeva cura nella Seconda Massachusetts, quando gli Espheni hanno attaccato Chinatown. Insiste sul fatto che Tom è troppo vicino alla situazione emotivamente ed è necessario uccidere Alexis. Tom ribatte, dicendo a Pope che è andato troppo oltre nel tentativo di uccidere Alexis e non può farlo di nuovo. Dopo il dialogo con Pope, Tom informa Hal, Matt e Ben che la missione è ancora in corso e si partirà tra un'ora. Mentre caricano la bomba sul beamer, Cochise mostra i suoi dubbi nel successo della missione e insiste nel chiamare il maggiore volm per chiedere aiuto, sottolineando che non sanno se la base lunare degli Espheni è difesa. E se suo padre rispondesse alle chiamate che ha fatto, questo potrebbe creare interferenze per facilitare l'attacco. Tom riprende la parte "se rispondesse" e interroga Cochise, il quale ammette che suo padre ha rinunciato all'umanità e se ne è andato per sempre. Cochise si è rifiutato di andare con lui ed è rimasto per combattere contro i desideri di suo padre. Cochise e i suoi sono gli unici Volm da cui possono aspettarsi un aiuto certo, ma Tom è determinato comunque a continuare la missione. 
Sorvegliato da Weaver, Anne incontra Alexis che insiste, dicendo di aver commesso un terribile errore nel fidarsi degli Espheni e di voler aiutare gli umani. Anne si rifiuta di ascoltare fino a quando Alexis non si assumerà la responsabilità per l'omicidio di Lourdes, ma Alexis dice di averlo fatto perché era confusa dopo essere uscita dal bozzolo e credeva di fare un favore a Lourdes. Anne si rifiuta di fidarsi di Alexis dopo le sue bugie, ma la ragazza le dice che la migliore possibilità che hanno è la missione per la centrale energetica degli Espheni. Riesce a sentire la conversazione tra Tom e Cochise attraverso i suoi poteri e riferisce ad Anne che la bomba può essere abbastanza potente da distruggere il Power Core a patto di riuscire ad arrivarci. Mentre il beamer si solleva da terra, Alexis non crede di essere in grado di volare sulla Luna senza il suo aiuto. Ma, con i suoi poteri, Alexis può prendere il controllo dei sistemi della nave e pilotare per loro. Anne rifiuta di ascoltare, credendo che Alexis sia una spia e le ordina di andarsene. Tuttavia, Weaver insiste nel parlarle, credendo che lei e Tom stiano commettendo un errore su come stanno gestendo le cose. Weaver convince Anne a dare una possibilità ad Alexis, poi le due si avvicinano a Tom per convincerlo e Alexis prende il posto di Ben nella missione. Anne e Alexis sottolineano come la capacità di Alexis di pilotare la nave e difenderli da eventuali minacce che possono comparire durante la missione potrebbe essere determinante per avere successo. Tom è riluttante, non è sicuro di potersi fidare ancora di Alexis, ma alla fine accetta di darle una possibilità. Tom e Alexis si dirigono verso l'astronave, mentre Matt dice delle parole irrispettose ad Alexis; Ben, Hal e Maggie invece, non salutano Alexis, anche se Anne la abbraccia e chiede ad Alexis di assicurarsi che entrambi tornino tutti interi. Alexis promette di provarci, mentre Weaver le dice di fare in modo che accada. Dopo che Alexis è salita sul beamer, Hal consegna a Tom un veleno che i Volm utilizzano in caso di cattura da parte degli Espheni, credendo che se può uccidere un Volm potrebbe uccidere anche Alexis se necessario, come polizza assicurativa. Tom spera di non averne bisogno, ma prende comunque il veleno. Mentre la Seconda Massachusetts è in attesa del decollo, Alexis accende i motori dell'astronave e decolla verso il cielo. Guardando la partenza, Anne vorrebbe avere accanto suo marito e sua figlia.
Sulla nave, Tom si è allacciato la cintura di sicurezza, mentre Alexis si siede nel mezzo del pavimento, concentrandosi sul volo della nave. Le elevate forze G della loro ascesa fanno sì che Tom abbia problemi a respirare, ma dopo che Alexis raggiunge lo spazio aperto, i problemi scompaiono. Quando Tom dice ad Alexis che devono essere in grado di bloccare il segnale di emissione del Power Core, Alexis lo informa che lo ha già bloccato e ha attivato il pilota automatico. Si rende conto che Tom ancora non si fida di lei che, infatti, le dice che avrà fiducia in lei solo dopo essere tornati a casa. Mentre Tom esamina la bomba, i due ripassano il piano: dopo che la navicella arriva alla centrale energetica, Alexis toglierà il segnale di riferimento e lascerà che si attivi il protocollo di atterraggio dell'astronave sul Power Core. L'astronave atterrerà al nucleo di potere, farà cadere la bomba, distruggerà il nucleo e Alexis li farà volare a casa manualmente. Dato che saranno alimentati a batteria senza possibilità di alimentazione esterna, hanno bisogno di risparmiare più energia possibile, ma Alexis informa Tom che, forse, basterà la metà della potenza per tornare indietro. Mentre Tom insiste per discutere solo della missione, nota che la temperatura sull'astronave sta scendendo e chiede spiegazioni ad Alexis. Alexis controlla i sistemi di supporto vitale della navicella e scopre che c'è una falla nello scafo della navicella. Mentre Tom crede di aver riparato il danno già sulla Terra, Alexis ribatte che il decollo lo abbia peggiorato. I sistemi di supporto vitale stanno compensando, ma il suo potere drenante è molto più veloce di quanto dovrebbe o può permettersi di conseguenza. Alla velocità a cui la nave sta perdendo energia, non ne avranno abbastanza per tornare a casa. Il danno può essere riparato, ma può essere fatto solo con gli strumenti giusti e la possibilità di uscire, possibilità che nessuno dei due ha. Alexis suggerisce di andare a casa, riparare il danno e riprovare, ma Tom sa che non c'è alcuna garanzia che, anche se lo facessero, potranno riparare la nave. Quando Tom chiede altre opzioni, Alexis gliene offre una: un bozzolo. Gli Espheni li usano per la stasi nei lunghi viaggi e un bozzolo può proteggerli con i sistemi di supporto vitale spenti, abbastanza a lungo da raggiungere la Luna. A quel punto, Alexis sentirà l'avvio automatico della sequenza di atterraggio e li sveglierà. Non vedendo altra opzione, Tom è d'accordo, ma si innervosisce quando Alexis incomincia a chiuderlo in un bozzolo. Alexis spiega che il bozzolo è ricco di ossigeno e lo nutrirà, ma lui deve lasciarla fare. Mentre si prepara a coprire la sua bocca con quello, lei gli dice di respirare e lui sottolinea che è quello che ha detto a Lourdes prima di ucciderla. Alexis replica con un interessante, poi lo ricopre completamente.
Tom si sveglia grazie ad Anne che rompe il bozzolo. Lei gli rivela che ora si trova sulla Terra e che la missione è andata bene. Alexis ha finito per fare tutto da sola: attraccare con l'beamer sul Power Core, impostare la bomba e farli volare a casa manualmente. Hal e Anne gli dicono che la distruzione della centrale è avvenuta appena in tempo, quando Scorch e le sue forze li avevano quasi sopraffatti. Quando il Power Core è stato distrutto, Scorch è fuggito perché si è reso conto di aver perso il suo vantaggio. Hal e Anne portano Tom ad Alexis, che ora è vestita in modo normale e ha i capelli castani al posto dei suoi capelli biondo platino. Alexis spiega che il drenaggio del supporto vitale sulle batterie del beamer era maggiore di quanto pensasse e non poteva rischiare di svegliarlo o non sarebbero mai tornati sulla Terra. La loro bomba ha causato il crollo della centrale energetica e la navicella è stata sbalzata via dall'onda d'urto dell'esplosione. Le radiazioni sprigionate dall'esplosione, in modo simile alla chemioterapia, hanno distrutto il DNA espheni di Alexis, le hanno tolto i poteri e l'hanno resa completamente umana. Matt e Anne abbracciano felicemente Alexis e Maggie la perdona per le sue precedenti azioni. 
Tom e Weaver discutono un piano di battaglia per inseguire Scorch nella sua roccaforte, ma Tom suggerisce cautela fino a quando non saranno sicuri che non finiranno in una trappola. Con suo grande stupore, Anthony lo informa che Hal ha condotto un attacco di successo alla base di Scorch senza perdite, quando avevano discusso di piani solo poco prima. Weaver elimina le preoccupazioni di Tom, dicendogli che Hal ha deciso di fare l'attacco senza consultarlo perché sapeva che Tom avrebbe voluto farne parte se gli fosse stato detto. Tom incomincia a trovare le cose un po' "troppo perfette", soprattutto dal momento che la base di Scorch si trova a trenta miglia di distanza e Hal non poteva esserci arrivato così in fretta. Tom incomincia a sospettare che non si sia mai veramente svegliato e che ci sia Alexis dietro tutto questo. E chiede di vederla, ma Anne, affermando che le azioni di Tom sono un sintomo di PTSD, convince il dottor Kadar a visitarlo. Tom è scioccato: Kadar è morto e lo sa anche Anne. 
Tom ora ha la certezza che ci sia Alexis dietro tutto questo e chiede di vederla. Anne corre e mentre la insegue, Tom si ritrova a passare da un rifugio antiatomico a un luogo esterno dove la sua voce echeggia in modo strano mentre chiama Alexis. Cercando Alexis, Tom continua a vederne visioni finché non incontra finalmente Weaver, avendo capito che tutta questa faccenda è solo un sogno controllato da Alexis e che si trova ancora nel bozzolo. Weaver dice a Tom che Alexis non lo affronterà perché ha paura di quello che accadrà se la missione avrà successo. Weaver lo ammonisce, ricordando a Tom che non ha mai abbandonato la propria figlia neanche dopo che lei è stata trasformata in una skitter e Tom ora sta rinunciando alla sua. Tom affronta Weaver che scompare prima di colpire il terreno sottostante. Tom è quindi confortato dalle visioni di Hal, Ben e Matt che gli dicono che Alexis li ha salvati quando erano in pericolo. Hal prende a pugni Tom che si sveglia accanto a un fuoco con accanto Lourdes. Tom si rivolge a Lourdes e le domanda qual è la più grande paura di Alexis. Lourdes gli risponde, dicendo che Alexis teme di non essere mai perdonata o amata dalla sua famiglia a causa dell'omicidio di Lourdes, di perdere tutti e di stare sola al mondo. Sente che non c'è alcuna possibilità per lei. Tom allora, capisce finalmente cosa vuole Alexis: il perdono. Ha paura che la sua famiglia non la perdonerà mai per aver ucciso Lourdes e, come tale, si nasconde dietro i volti di Weaver, dei suoi fratelli e di Lourdes. Lourdes gli dice che Alexis non può essere perdonata perché il suo sangue è sulle mani di Alexis. Tom abbraccia Lourdes che si trasforma in Alexis e le chiede come può perdonarla, quando lui non riesce a perdonare nemmeno sé stesso. Tom dice a Alexis di capire che il sogno non è un trucco, che è solo una bambina spaventata e che ha paura di affrontare la luce del giorno, ma devono svegliarsi e completare la missione. Alexis gli dice che non sa come svegliarli, non li ha intenzionalmente messi nel sogno, è successo perché si è messa nel bozzolo con Tom. Dopo aver confermato che Alexis è nel bozzolo con lui, Tom è sorpreso e dice che doveva accorgersene prima. E che il suo più grande rimpianto non è aver deciso di fidarsi di lei, ma non riuscire a perdonarla. I due osservano la Seconda Massachusetts, mangiando insieme su un tavolo e Tom dice ad Alexis che la capacità di rompere il pane, nonostante tutte le loro differenze è ciò che rende gli umani speciali. Tom e Alexis condividono sentimenti di rammarico e il loro sogno è la prova della capacità di Alexis di provare sensi di colpa, compassione e amore, la prova che lei è ciò che dice di essere: un'umana, non un'esphena. 
Vedendolo nei loro sogni, Alexis capisce che Tom sta cercando di perdonarla, ma ora devono svegliarsi. Entrambi sono pronti a provare e Tom suggerisce di farlo insieme. Concentrandosi entrambi, Tom e Alexis riescono a svegliarsi nel bozzolo sulbeamer dove Alexis ha dormito sulla spalla di Tom. I due sorridono quando vedono la loro posizione insieme. Emergendo dal bozzolo, Alexis attiva il protocollo di atterraggio e informa Tom che hanno una carica superiore alla metà della batteria. Possono tornare a casa una volta finita la missione. Tom è contento che usare il bozzolo sia stata la scelta giusta. Alexis si offre di mostrare a Tom il loro arrivo alla Luna e lo porta su un piccolo schermo che mostra il satellite. Tom è eccitato che ce l'abbiano fatta e che ora sia il venticinquesimo essere umano ad arrivare sulla Luna. Alexis si dichiara felicemente la ventiseiesima e Tom non la contraddice. Fissando l'immagine della Luna insieme, Tom e Alexis si prendono per mano e Tom suggerisce che i loro sogni possano essere la loro prima conversazione padre-figlia. Tom ora vuole conoscere Alexis che è contenta e sente che ce la faranno. Tuttavia, all'insaputa dei due, la bomba è danneggiata e perde liquidi sul pavimento.

## La lotta non è finita
- Titolo originale: Shoot the Moon
- Diretto da: Greg Beeman
- Scritto da: David Eick

### Trama
Tom legge un manuale sul beamer mentre vola verso la Luna.
Mentre Anne percorre il perimetro, Hal osserva la centrale elettrica degli Espheni attraverso il binocolo volm e Daniel Weaver aiuta Matt a esercitarsi con il coltello nel caso in cui perda la pistola. Nel frattempo, Dingaan guida una squadra di ricognizione, ma viene attaccato da creature che sconfiggono la squadra. Solo Dingaan riesce a fuggire per avvertire la Seconda Massachusetts. Mentre pratica il lancio del coltello, Matt informa Weaver che Hal ha dato a Tom un veleno volm e la notizia sorprende Weaver in modo inaspettato. Anche Hal e Ben si preoccupano perché i lampi verdi della Luna ora arrivano ogni dieci secondi anziché ogni sessanta; Tom e Alexis dovrebbero aver già raggiunto la centrale. I due decidono di tenere le loro preoccupazioni per sé, sapendo che se arriverà un attacco, arriverà presto.
Sull'astronave, Tom continua a leggere fino a quando Alexis annuncia che l'autopilota della navicella si è bloccato sul segnale di attracco e si stanno dirigendo automaticamente verso la centrale degli Espheni. Sapendo che è quasi ora, Tom va a controllare le bombe, ma le trova distrutte. Tom allora, si rende conto che il cambiamento di temperatura della falla nello scafo ha causato la rottura degli esplosivi e Alexis spiega che quando erano nel bozzolo, ha dovuto interrompere il supporto vitale per risparmiare energia. Tom si arrabbia e Alexis chiede se lui non si fida ancora di lei, ma mentre Tom dice a Alexis che si fida di lei, hanno ancora bisogno di un modo per distruggere la centrale elettrica degli Espheni e le loro bombe sono inservibili. Ricordando i poteri di Alexis, si rivolge a lei per distruggere la centrale, ma lei gli dice che i suoi poteri funzionano solo sulla manipolazione di forze naturali intorno a lei come la gravità. Nel vuoto dello spazio, ciò non funzionerà e anche la gravità della Luna non è sufficiente a darle il potere di cui ha bisogno. Notando che sono vicini alla struttura, Tom guarda fuori dalla finestra e Alexis spiega che è allo stesso tempo una piattaforma mineraria, una raffineria e un impianto energetico. La parte mineraria estrae l'elio 3 dalle rocce sulla Luna, che viene poi convertito in energia nella raffineria e inviato alla centrale elettrica dove viene trasmesso alla Terra come elettricità senza fili per alimentare tutto. Alexis dice a Tom che gli Espheni non hanno scelto di invadere la Terra per caso: hanno bisogno, infatti, di un pianeta che sostenga la vita vicino alla Luna ricca di elio. Tom ricorda che Scorch gli ha detto che c'è una minaccia più grande degli Espheni, minaccia che gli umani non riescono a comprendere, ma il loro beamer improvvisamente incomincia ad andare fuori rotta. Alexis capisce che qualcosa sta annullando il loro segnale e Tom capisce che gli Espheni sono molto vicini. All'improvviso, un beamer molto più grande del loro appare e cattura il loro in un raggio trascinatore, costringendoli ad attraccare. Tom afferra la sua pistola e quando la camera di equilibrio si apre, affianca la navicella nemica con Alexis.
A Chinatown, Anne sta di guardia e guarda la Luna, supplicando Tom di distruggere la centrale elettrica e tornare a casa da lei. Dingaan racconta la sua storia a un gruppo composto da Weaver, Ben, Hal, Pope, Maggie ed Elise, spiegando che la sua squadra di ricognizione aveva trovato un campo militare abbandonato circondato dalla nebbia prima che Dingaan si rendesse conto che c'erano persone con le creature sul petto che le stavano trasformando. C'erano anche persone apparentemente incollate a terra e Dingaan non era in grado di salvarle e alla fine è fuggito. Pope capisce che quegli umani sono stati skitterizzati, mentre Ben ricorda di aver visto qualcosa di simile quando era con Alexis e sa che il progetto deve essere avanzato molto, ora che gli Espheni non hanno più bisogno di trascinare le persone nelle fabbriche, ma possono semplicemente abbandonare creature nei campi. Mentre tutti pattugliano, Dingaan e Pope individuano una navicella espheni in arrivo e mentre Dingaan dice a Pope di scappare, Pope decide di combattere. La navicella lascia cadere la nebbia e le creature viste da Dingaan. Immobile per lo shock, Elise rimane intrappolata dalla nebbia e una delle creature atterra su di lei. Lei urla per poco, poi i suoi occhi diventano neri e le vene nere incominciano a scorrere giù per il viso mentre incomincia a trasformarsi in uno skitter. Pope e Dingaan osservano la scena e fuggono dopo un momento di shock. Hal, Maggie e Ben fuggono in un garage dove Maggie sale su un vecchio autobus, mentre Hal e Ben, Hal a metà strada nella stanza, rimangono intrappolati nella nebbia. Weaver e Matt fuggono in una stanza dove cercano di barricarsi, ma la nebbia entra attraverso i tubi sui muri.
A bordo della nave nemica, Tom e Alexis parlano con Mira e lei chiede loro se pensassero davvero di poter rubare un'astronave degli Espheni senza che loro se ne accorgessero. Tom capisce che Mira è ora impiantata e lei conferma il tutto, rivelandosi la nuova portavoce di Scorch. Tom punta la pistola su Scorch e dice al supremo di non toccare Alexis, ma Scorch lo colpisce a terra e la collana di Alexis incomincia a brillare, facendo respirare affannosamente Alexis. Attraverso Mira, Scorch dice compiaciuto a Tom che lui non toccherà Alexis.
A Chinatown, Pope e Dingaan si arrampicano su una pila di pallet, ma cadono e finiscono intrappolati nella nebbia. Pope chiama disperatamente Anne per chiedere aiuto, mentre Anne è infastidita da questo perché teme che lui attirerà l'attenzione delle creature. Anne poi, trova la nebbia che le viene addosso da tutte le direzioni. Nell'edificio, Matt è bloccato sul pavimento mentre Weaver è bloccato contro il muro vicino a una finestra aperta. Mentre Matt si fa prendere dal panico per la situazione, una creatura si fa strada e va da Matt, ma lui la uccide grazie alla sua nuova abilità di lanciatore di coltelli e all'incoraggiamento di Weaver.
Sul beamer, Mira spiega che la collana che il monaco ha dato ad Alexis non significa pace, ma controllo e dato che Tom implora Scorch di non ferire Alexis a causa sua, dà a Mira una pietra luminosa per ustionare il viso di Alexis. Mentre Mira si avvicina alla faccia di Alexis, Alexis dice a Scorch di aver fatto tutto questo solo per consegnargli Tom e gli chiede se ha davvero intenzione di uccidere la sua arma migliore solo per vendicarsi di Tom.
Hal e Ben rimangono intrappolati sul pavimento del garage mentre cercano di tenere a bada le creature, Hal è armato solo con una pistola, a causa della perdita della sua mitragliatrice in precedenza. Usando le sue nuove capacità, Maggie estrae Ben dalla nebbia e i due pianificano come salvare Hal da un enorme sciame di creature che lo stavano inseguendo. Pope e Dingaan rimangono intrappolati nella nebbia con Pope che urla ad Anne di non entrare nella nebbia, infastidendo Dingaan. Pope spiega che Anne è una sentinella ai margini dell'accampamento, quindi spera che non sia stata catturata, mentre Dingaan lo rimprovera per averli attirati in trappola, correndo verso la navicella espheni. Come sostengono i due, una delle creature si aggrappa a Dingaan e lo trascina via mentre Pope urla dietro di lui. Circondata dalla nebbia, Anne accende una miccia e scopre che il fuoco brucia la nebbia. Mentre Matt incomincia a disperare, Weaver gli ordina di cantare "la lotta non è finita fino al suo termine" per tenere alto il morale e sentirlo. Anne invece, prende un lanciafiamme e lo usa per farsi strada verso Matt e Weaver per salvarli. Maggie e Ben creano un'imbracatura per salvare Hal, dicendogli di fidarsi di loro, che commenta sarcasticamente riguardo all'affidabilità di Ben negli ultimi tempi. Mentre i combattenti della resistenza sono attaccati dalle creature, Dingaan viene trascinato vicino a Pope che impedisce a Dingaan di essere skitterizzato.
Sul beamer, Alexis insiste che lei è un'espheni e gli umani hanno cercato di ucciderla. Mira indietreggia e dà la pietra luminosa a Scorch che dice a Tom che sta per bruciare Alexis come Tom ha bruciato lui. Nonostante le proteste di Alexis, Scorch sfregia la ragazza e le procura un'ustione lineare lungo il viso. All'improvviso Scorch si ritrae per il dolore quando Tom gli inietta la maggior parte del veleno volm. Urlando, Scorch barcolla intorno alla stanza prima di crollare vicino alla console di controllo. Mentre Scorch raggiunge un filo metallico sotto di questa, Tom inietta la parte restante del veleno nell'occhio destro di Scorch, uccidendolo. Mira fugge, ma all'insaputa di Tom e Alexis, Scorch riesce a rompere uno dei fili di controllo prima di morire; poi muore e il suo corpo si raggrinzisce. Tom capisce di aver perso molto tempo e suggerisce di usare l'astronave di Scorch come bomba dal momento che non hanno più alcun esplosivo. Domanda ad Alexis se può mettere l'astronave in rotta di collisione con la centrale e lei risponde di poterlo fare. Alexis lo rimanda a bordo della propria nave, dicendo a Tom che ha bisogno di distruggere i cavi all'interno di un pannello nella camera di equilibrio per liberare il loro beamer dal raggio trascinatore dell'astronave di Scorch. Alexis gli dice di accendere il loro beamer, mentre prepara la nave di Scorch. Quando Tom esita, Alexis gli dice che l'unico modo per vincere è dividere e conquistare e che lui deve fidarsi di lei. Tom lascia a malincuore Alexis da sola, ma scopre il filo distrutto e inorridito, dice al cadavere di Scorch che ha vinto dopotutto. Tuttavia, scopre che può ancora controllare la nave e dice a Scorch che non ha ancora vinto e può completare la missione.
Cochise tenta di contattare suo padre, mentre Shaq ritiene che sia inutile. Cochise scopre che suo padre è vicino e lo chiama. Alla fine, Waschak-cha'ab risponde e Cochise gli dice che hanno bisogno del suo aiuto e che ha qualcosa da dirgli riguardo alla Luna.
Mentre Maggie e Ben si preparano a salvarlo, Hal è in difficoltà con le creature. Alla fine, Maggie e Ben gli tirano le cinture attorno e lo tirano in cima all'autobus; Hal commenta come stanno lavorando insieme Maggie e Ben, facendoli condividere uno sguardo. Matt e Weaver continuano a cantare mentre la stanza è piena di nebbia e creature e con loro sorpresa vengono salvati da Anne. Quando Weaver domanda se può usare il lanciafiamme, Anne gli dice che c'è molto che lui non sa di lei, quindi uccide le creature e brucia via la nebbia, liberando Matt e Weaver. Tuttavia, una delle creature arriva attraverso una finestra aperta accanto a Weaver e si blocca sul suo petto. Anne cerca di bruciarla, ma il lanciafiamme ha esaurito il carburante e quando la lascia cadere, rimane bloccata nella stessa nebbia. Prima che il fluido di trasformazione possa raggiungerlo, Weaver, chiude la finestra sul tentacolo, fermando il flusso e continuando a tenere chiusa la finestra.
Sul beamer, Tom spara ai fili all'interno del pannello sotto istruzioni di Alexis e risale a bordo del suo beamer. Alexis lo contatta per dire a Tom che ha spento il raggio trascinatore e ora può ripartire, ma rimane indietro. Alexis spiega che Scorch ha distrutto il pilota automatico della sua astronave prima di morire, ma Alexis può ancora pilotare il beamer manualmente verso il nucleo centrale. Alexis ordina a Tom di toccare il bozzolo in cui erano stati, dicendogli che non hanno molto tempo. Quando Tom tocca il bozzolo, Alexis si collega telepaticamente a lui e appaiono in una visione di una Chinatown deserta. Tom ordina ad Alexis di non sacrificarsi, ma lei gli dice che non c'è tempo. Quando Tom si dà la colpa per aver chiesto l'aiuto di Alexis, lei gli dice che non ha scelta perché se non distruggessero il Power Core tutti quelli che ama, moriranno. Tom le dice "non tutti" e Alexis gli dice che ha programmato il beamer per tornare sulla Terra e che ha appena abbastanza supporto vitale per farlo, ma deve andare ora. Alexis ringrazia Tom per averle mostrato quello che significa essere un essere umano e amare. Alexis dice addio a Tom prima di abbracciarlo un'ultima volta. Alexis interrompe la connessione, restituendo la mente di Tom all'astronave. Mentre Tom guarda sullo schermo, Alexis disconnette l'astronave e incomincia il suo attacco sulla Luna. Tuttavia, Tom si accorge che uno squadrone di navicelle espheni si avvicina a lui. Con orrore di Tom, Scorch ha furtivamente chiesto rinforzi prima di morire.
Pope e Dingaan continuano a giacere nella nebbia e Pope si rende conto che stanno per morire. Dopo aver detto un addio sarcastico, una creatura striscia sulle sue gambe, ma prima che possa attaccarsi a lui, qualcuno spara improvvisamente alla creatura. Per lo shock di Pope, il tiratore era Sara tornata appena in tempo per salvarlo. Con la guida di Pope, Sara è in grado di sparare alla creatura sul petto di Dingaan e lei spiega di aver caricato a caldo un camion a trazione integrale che le ha permesso di superare la nebbia. Nonostante lei si aspetti un grazie, Pope insiste sul perché dovrebbe ringraziarla fino a che Sara spara a un'altra creatura che lo insegue, il che lo fa immediatamente ringraziare. Nella stanza con Matt e Anne, Weaver continua a tenere la finestra chiusa, ma è esausto. Esprime la sua ammirazione per Anne e Matt gli ricorda che "non è ancora finita". Weaver allora raduna le sue ultime forze, ma sa di non poter resistere ancora a lungo.
In cima al bus, Ben, Hal e Maggie discutono su cosa succederà quando Tom distruggerà il Power Core. Mentre Maggie è scettica sul fatto che distruggere la centrale fermerà le creature, Ben suggerisce che fermerà tutto ciò che sta generando la nebbia e darà loro una possibilità di combattere. Mentre parlano, le creature incominciano a salire da un lato dell'autobus, terrorizzandoli.
Nello spazio, lo squadrone di beamer si avvicina alla nave indifesa di Tom quando all'improvviso le astronavi vengono colpite e decimate. Con sorpresa e sollievo di Tom, lo contatta Waschak-cha'ab, dicendogli di essere tornato appena in tempo per aiutarlo e promettendo di mettere Tom fuori pericolo prima di interrompere la comunicazione. Mentre Tom guarda, la nave da guerra volm distrugge lo squadrone di navicelle espheni. Avvicinandosi al Power Core, Alexis trasforma il suo atterraggio in una corsa suicida, piegando le sue mani mentre fa volare la navicella. Lexi fa schiantare l'astronave di Scorch sul Power Core, distruggendolo in una grande esplosione visibile dalla Terra. Guardando sullo schermo del beamer, Tom vede l'esplosione dell'astronave di Alexis e commenta tristemente il gesto di sua figlia. Tuttavia, l'onda d'urto dell'esplosione sbalza lontano l'astronave di Tom e la costringe a ruotare senza controllo nello spazio, senza la possibilità che Waschak-cha'ab possa raggiungerlo. Tom si siede più tardi nel suo posto, leggendo il suo libro e si abbraccia quando la temperatura scende.
Il mattino seguente, Anne si sveglia e trova la nebbia scomparsa e le creature morte. Con suo sollievo, Weaver sta bene e lui e Matt dichiarano che "è finita". Ben, Maggie e Hal escono dal garage, sopravvissuti e vedono una parte della Luna diventare verde. Si rendono conto che Tom ha distrutto la base esphena sulla Luna e tutti coloro che prima erano intrappolati in un ghetto espheni e non skitterizzati sono liberi. Si ricongiungono con Anne, Weaver, Matt, mentre Anthony che era scomparso con la sua squadra prima dell'attacco, ritorna e dice loro che lui ce l'ha fatta a differenza di molti altri. Tutti festeggiano, mentre guardano verso la Luna e notano che Tom ha sicuramente fatto esplodere qualcosa. Arriva Cochise e riferisce che la flotta volm è tornata, che il Power Core è distrutto, ma che suo padre ha perso i contatti con Tom. I Volm cercheranno Tom, ma sarà una ricerca molto difficile e difficilmente lo troveranno. Matt è turbato da questo, ma Weaver gli ricorda che Tom non si arrende facilmente e Anne crede che lui possa trovare la strada di casa. Hal ricorda a tutti che il Power Core è ora distrutto e con esso, la macchina da guerra espheni. Gli umani possono ora combattere gli espheni e finire ciò che Tom ha incominciato. Tutti sono d'accordo e si preparano a vivere la guerra.
Tom si sveglia in quella che sembra essere la camera da letto della sua vecchia casa, ma scopre che una foto di lui e della sua famiglia è in realtà un ologramma. All'improvviso qualcuno incomincia a usare vecchie trasmissioni radio per comunicare con lui e quando Tom apre le tende della camera da letto, scopre di essere su un'astronave. Una figura aliena appare sulla soglia, chiama Tom e gli dice che è ora. Tom sembra riconoscere la figura e le dice che non ricordava quanto fosse bella.